# Škoti
Škoti so prebivalci Škotske.

## Zgodovina
Pleme Škotov izhaja z Irske, natančneje iz okrožij Antrim in Down.
Leta 500 so Škoti pod vodstvom kralja Fergusa zavzeli Argyll in ustanovili državo Dalriada (Dál Riata) v piktski pokrajini; Rimljani so to ozemlje poimenovali Kaledonija. Povezava med Pikti in Škoti je še starejša kot to; okoli leta 300 so Rimljani zabeležili skoraj 300 mejnih napadov, ki so jih skupaj izvedli Pikti in Škoti. 
Ker so Rimljani predstavljali skupnega sovražnika, sta ti dve ljudstvi med seboj sodelovali in se podpirali. Toda po odhodu Rimljanov, so začeli tekmovati med seboj. Vojne med Kaledonijo in Dalriado so bile zelo pogoste med letoma 300 in 840; v večini primerov so zmagali Pikti. 
V začetku 9. stoletja, ko so začeli Vikingi pleniti bližnje obale. Pikti so se znašli med dvema sovražnikoma. Ko so uspešno premagali Škote, je bitka s Vikingi v letu 839 močno skrčila njihovo število. Številni kralji so se zamenjali na piktskem prestolu. Po smrti Aplina Mac Eochaida, kralja Dalriada, je njegov sin Ciniod Mac Alpin (poznejši Kenneth I. Škotski) leta 843 razglasil kaledonski prestol kot svojo posest (na podlagi sorodstvenih povezav); obe kraljestvi je združil v eno - Alba.

## Seznam
- seznam Škotov